# Eosemionotus
Eosemionotus es un género extinto de peces prehistóricos con aletas radiadas del período Triásico. Fue descrito por Stolley en 1919.
Vivió en Alemania, Italia, Eslovenia, España y Suiza.